# 牛村圭
牛村 圭（うしむら けい、1959年8月21日-は、日本の比較文学者、比較文化学者。国際日本文化研究センター名誉教授、総合研究大学院大学名誉教授、日本文化大学法学部教授。専攻は比較文学、比較文化論、文明論。

## 来歴・人物
石川県金沢市生まれ、新潟市育ち。新潟県南魚沼郡六日町立六日町中学校（現・南魚沼市立六日町中学校）、千葉県立船橋高等学校を経て、1983年、東京大学文学部フランス語フランス文学専修課程卒業。1985年、同大学院総合文化研究科修士課程（比較文学比較文化専攻）修了、1991年、シカゴ大学大学院博士課程（歴史学・East Asia専攻）修了。1993年、東京大学大学院総合文化研究科博士課程（比較文学比較文化専攻）単位取得退学 。2003年、東京大学博士（学術）号取得。
1989年、カナダ・アルバータ大学客員助教授（日本語日本文学）、1996 年、明星大学（一般教育・外国語）専任講師、2000年、助教授、2005年3月、日文研助教授、2007年8月、現職。総合研究大学院大学教授（併任）。東京大学教養学部客員教授。PHP総合研究所「次代を考える・東京座会」（2005-2010）委員。2025年3月末をもって、日文研を定年退職、同名誉教授、総合研究大学院大学名誉教授。同年4月より現職。
2001年に著書『「文明の裁き」をこえて――対日戦犯裁判読解の試み』で第10回山本七平賞を受賞した。2003年、『「文明の裁き」をこえて――対日戦犯裁判読解試論』で東京大学より博士（学術）の学位を取得。2008年、第2回重光葵賞受賞。

## 著書
- 『「文明の裁き」をこえて――対日戦犯裁判読解の試み』（中央公論新社〈中公叢書〉、2001年／ちくま学芸文庫、2025年）
- 『「勝者の裁き」に向きあって――東京裁判をよみなおす』（ちくま新書、2004年）
- 『再考「世紀の遺書」と東京裁判――対日戦犯裁判の精神史』（PHP研究所、2004年）
- 『「戦争責任」論の真実――戦後日本の知的怠慢を断ず』（PHP研究所、2006年）
- 『ストックホルムの旭日――文明としてのオリンピックと明治日本』（中央公論新社〈中公選書〉、2021年）- 電子書籍も刊

### 共編著・編著
- 日暮吉延と対話共著『東京裁判を正しく読む』 文春新書、2008年
- 編『文明と身体』 臨川書店、2018年
- 編『戦争と鎮魂』 晃洋書房、2024年